# Hypolycaena jacksoni
Hypolycaena jacksoni är en fjärilsart som beskrevs av Bethune-Baker 1906. Hypolycaena jacksoni ingår i släktet Hypolycaena och familjen juvelvingar. Inga underarter finns listade i Catalogue of Life.